# Battlefield 1942
Battlefield 1942 es un videojuego de disparos en primera persona y el primero de la serie Battlefield, desarrollado por EA Digital Illusions CE y distribuido por Electronic Arts para Microsoft Windows (2002) y Apple Macintosh (2004).
En el juego, los jugadores asumen el papel de una de las cinco clases de infantería: Exploración, Asalto, Antitanque, Médico e Ingeniero. Los jugadores también tienen la capacidad de volar varios aviones de combate y bombarderos de la Segunda Guerra Mundial, navegar en buques de guerra, submarinos y portaaviones, manejar defensas de artillería costera, conducir tanques, AFV y otros tipos de vehículos militares, tomar el control de armas de defensa antiaérea y ametralladoras montadas.
Cada batalla tiene lugar en uno de varios mapas ubicados en una variedad de lugares y campos de batalla famosos en todos los principales escenarios de la Segunda Guerra Mundial: los frentes del Pacífico, Europa, África del Norte, Este e Italia. El combate es entre las Potencias del Eje y los Aliados. La ubicación determina qué ejércitos específicos de la nación se utilizan (por ejemplo, en el mapa de Wake Island, es Japón contra Estados Unidos, mientras que en el mapa de El Alamein, es Alemania contra Reino Unido). Los mapas en Battlefield 1942 se basan en campos de batalla reales y se representa de forma realista.
Tras su lanzamiento, Battlefield 1942 recibió críticas generalmente favorables, con elogios particulares dirigidos a la jugabilidad innovadora, el modo multijugador y el tema de la Segunda Guerra Mundial. El juego tuvo un buen desempeño comercial, con más de 3 millones de copias vendidas en 2004. Desde su lanzamiento, el juego ha generado numerosas secuelas y derivados, que se convirtieron en parte de lo que finalmente se convertiría en la serie de juegos Battlefield.

## Argumento
Reconstruye las batallas más importantes de la Segunda Guerra Mundial en una recreación virtual tridimensional en la que el jugador puede sumergirse como soldado a pie o en vehículo en alguno de los dos bandos.
Entre las novedades que aportó en su época cabe destacar la posibilidad de manejar diversos tipos de vehículos y sus mapas basados en la realidad con capacidad para varias decenas de jugadores simultáneos.

## Facciones
En el juego se pueden elegir 2 facciones, las Potencias del Eje y los Aliados, cada una tiene diferentes países que lucharon en la Segunda Guerra Mundial. Cada facción tiene sus propias armas y vehículos, pero sin embargo algunas armas se comparten.
| Aliados Estados Unidos - Ejército de Estados Unidos - Fuerzas Aéreas del Ejército de los Estados Unidos - Cuerpo de Marines de los Estados Unidos - Armada de los Estados Unidos Reino Unido - Ejército Británico - Special Air Service - Royal Air Force Unión Soviética - Ejército Rojo - Fuerza Aérea Soviética Canadá - Ejército canadiense Francia - Fuerzas Francesas Libres | Eje Alemania - Wehrmacht - Afrika Korps - Luftwaffe - Waffen-SS Japón - Armada Imperial Japonesa - Ejército Imperial Japonés Italia - Real Ejército Italiano |

## Escenarios
1.-Iwo Jima: Es el último bastión de la Armada japonesa, la última batalla de la guerra. Desembarca en la playa donde te esperan los japoneses y arremetelos hacia su inevitable final.
2.-La batalla de las Ardenas :Te encuentras en lugar repleto de nieve, pero no permitas que los tanques alemanes tomen posición de las bases, porque si eso pasa prepárate para una sangrienta batalla.
3.-El Alamein: El calor del desierto es inevitable, pero las Fuerzas Británicas pueden eliminar a las de las Afrika Korps.
4.-Tobruk: Los alemanes han avanzado hasta el pueblo de Tobruk, pero no permitas que tomen la base central en el pueblo, porque sino todo estará perdido.
5.-Gazala: Muchos metros separan a las fuerzas inglesas de las nazis, toma las bases ubicadas en la carretera, y si puedes, el aeródromo abandonado que dejaron por el avance alemán.
6.-Kárkov: La ciudad de Járkov yace en ruinas, acércate rápidamente a la base del monte y toma los camiones para acabar con las fuerzas de la Wehrmacht y la Luftwaffe.
7.-Battleaxe: Te encuentras a pocos metros del enemigo y debes arrinconarlos hasta la base del monte, para crear un asalto muy sangriento.
8.-Stalingrado: La estación de trenes de Stalingrado ha sido abandonada y debes recuperarla antes que los alemanes que avanzan a paso firme hasta el río Volga.
9.-Guadalcanal: Una hermosa isla pero complicada para luchar, será muy estrecho dominar las bases, pero el Ejército estadounidense está preparado para todo.
10.-Midway: El pequeño atolón de dos islas forma una espectacular batalla, para ver quién desembarca más rápido y se apodera del aeródromo.
11.-Isla Wake: Una isla de forma alargada que servirá para numerosos ataques aéreos por parte de los japoneses.
12.-Kursk: La mayor batalla de tanques de la guerra, tienes que apoderarte del aserradero para subirte a los camiones y acabar con los alemanes.
13.-Bocage:: Los aliados ya están cerca de liberar Francia y necesitas un pueblo tomado por la Wehrmacht para recargar provisiones, avanza con tus tanques y acaba a los fascistas.
14.-Market Garden: Ya liberada Francia, caes en paracaídas sobre un cementerio y necesitas dominar el puente para atrasar a las fuerzas enemigas y esperar refuerzos.
15.-Playa de Omaha: El mayor desembarco de la historia se plasma aquí, prepárate para una carnicería incesante en la playa y por la dominación del búnker, donde los nazis tratan de acabar con el barco.
16.-Berlín: Ya estando en el corazón de la Alemania Nazi, el puente sobre el río Spree se ha derrumbado para evitar el paso de los soviéticos sobre el Reichstag. Mata a cada alemán que veas por las calles para despejar el lugar para los tanques, necesitas eliminar a los alemanes para el avance final sobre el Reichstag, el final para los nazis...Llegó.
La batalla de Inglaterra: No disponible en campaña, elige tu bando, prepárate para volar aviones a través del canal de la mancha y aterrizar en el terreno de tu enemigo.

## Jugabilidad
El control es simple, incluso a la hora de manejar los diferentes tipos de vehículos, que si bien tienen velocidades y potencias de fuego diferentes, se controlan casi siempre de la misma forma excepto los aviones.
Para incentivar un juego cooperativo, se encuentran la posibilidad de enviar comandos predefinidos al bando indicándoles nuestra situación, o si necesitamos de su ayuda, y la posibilidad de redactar mensajes.
Tiene la posibilidad de jugar en dos principales modos:
- De un jugador: usuario contra bots.
- Multijugador: mediante conexión a Internet, ya sea por servidores o LAN.

Dentro del modo de un jugador está el modo campaña, en el que se ofrece participar de forma cronológica en las batallas que están presentes en el juego, comenzando por la Operación Battleaxe (véase Campaña en África del Norte) en el desierto africano y culminando en la batalla de Iwo Jima. En este modo se podrá seleccionar si se prefiere estar con las potencias del eje, representadas por Alemania y Japón, o si se luchará junto a los aliados, Estados Unidos, Reino Unido y la Unión Soviética. Una vez comenzado el juego, se da una pequeña descripción de la situación y se fija un objetivo, ya sea tomar puntos de control o defenderlos.
Para ganar una batalla tendremos que reducir a 0 el número de puntos con los que cuenta el adversario, lo cual se consigue a base de obtener puntos de control o eliminando al adversario, ya que cada muerte resta un punto.
Una vez sobre el terreno la primera acción del jugador es elegir entre una de las cinco clases diferentes de soldado que hay a disposición. Los tipos de soldado se pueden dividir en cinco:
- Médicos: capaces de curar a los demás y a sí mismos.
- Ingenieros: encargados de las demoliciones, la colocación de minas y el reparar vehículos.
- Soldados de asalto: especialmente encargados en la lucha cuerpo a cuerpo.
- Soldado de antitanques: dispone armas para destruir principalmente a los tanques.
- Exploradores: con rifle de mira telescópica y la capacidad para llamar a la artillería se convierte en un punto clave para la victoria.

Cuando comienza la batalla, el jugador aparece en el punto de control dominado por el bando que haya seleccionado.

## Armamento
- Pistolas: M1911, Walther P38

- Subfusiles: MP18, Subfusil Thompson, Sten, MP40

- Escopetas: Browning Auto-5

- Rifle de asalto: STG-44

- Rifle de francotirador: FG 42, Kar98k, Gewehr 43, Lee-Enfield, Fusil Tipo 4, M1 Garand

- Ametralladora ligera: Fusil automático Browning, Ametralladora ligera Tipo 99, Ametralladora ligera Bren, Ametralladora ligera Degtiariov, Breda M30, Browning M2, MG 42

- Lanzacohetes: Granada de fusil, Panzerschreck, Bazooka

- Explosivos: TNT, Granada de fragmentación, Granada Modelo 24, Mina antitanque

- Cuchillos: Cuchillo

## Desventajas con jugadores bots
El juego cuenta con un fallo, y es que los bots controlados por el ordenador no son un auténtico rival, ni un auténtico compañero, en comparación con los jugadores humanos (salvo en USA, que la mayoría obedece las órdenes).
El problema es que no hacen demasiado caso a nuestras órdenes radiofónicas. También es notable la falla en cuanto a los bots que ingresan a los vehículos de artillería autopropulsada, los cuales se convierten en "dioses", ya que cuentan con una puntería extrema a larga distancia.
La solución a este problema fueron los packs de expansión aplicables al juego.

## Errores históricos
Como pasa con algunos juegos bélicos, especialmente los históricos, presenta algunos errores.
Armamento:
En el juego puedes seleccionar a la Unión Soviética, pero casi ninguna de las armas de infantería que usan en el juego es soviética, tales como el rifle Lee-Enfield (británico) o la subametralladora Bergmann MP-18 (alemana). Tampoco los japoneses usaban armas alemanas, sin embargo, en el juego usan la MP44, la MP18, el Kar98k o el Walther P38
Estos errores fueron corregidos en parches posteriores.

## Gráficos
Battlefield 1942 fue un juego que tenía innovaciones gráficas, pero sorprendía por su dinamismo, realismo y jugabilidad, al crear efectos de gravedad (llámese salto de los jeeps, modo en el que se deforman las ruedas de los tanques al hacer contacto con suelo rugoso, etc.) y, principalmente, por incorporar aviones a un juego de disparos en primera persona de guerra, lo que le agregó realismo.
Otra de las cosas interesantes que se pueden extraer de este juego, son los mapas, ya que se crearon mapas de gran y de pequeña escala y con muy buena personalización.

## Sonido
Se pueden escuchar muchas variedades de sonidos, así como motores de tanque, disparos o también ruidos más detallistas como el del viento o sirenas, o el "silbido" de una bala pasando al lado del jugador.

## Expansiones
A raíz del éxito del juego, salieron expansiones, agregados para el mismo, que cambiaban el modo de juego, las armas, agregaban o cambiaban los mapas, en fin, cambiaban el juego en si:

### The Road to Rome
Agrega los mapas de la Segunda Guerra Mundial en donde participó Italia. Un ejemplo es la Batalla de Salerno, en la costa oeste de Italia, cerca de Roma.

### Secret Weapons of WWII
Agrega todo tipo de armas y vehículos que estuvieron en fase de pruebas (prototipos) en la guerra, y no fueron usados a gran escala.

## Actualizaciones
EA ha sacado numerosas actualizaciones del juego con el fin de mejorar el juego y arreglar ciertos problemas encontrados más tarde.
En las diferentes actualizaciones, se han mejorado diversos aspectos del juego, como la mira de las armas, se han cambiado y añadido vehículos y armas, etc.
Para jugar multijugador se necesita tener PunkBuster(TM) y la última actualización ya que la mayoría de los servidores tiene esta. La última actualización es la número 1.61b.

## Requerimientos
Mínimos:
	CPU a 500 MHz 
	128 Megabytes de RAM
	Aceleradora 3D de 32 MB o equivalente con HW-T&L 
	(Hardware Transform & Lightning) y z-buffer de 24 bits
	1.2 GB de espacio libre en el disco duro más espacio para las
	partidas guardadas (se requiere espacio adicional para el 
	archivo de intercambio de Windows y la instalación de DirectX 8.1)
	CD-ROM/DVD-ROM a 16X 
	Tarjeta de sonido compatible con DirectX 8.1
	Ratón compatible con MS
	Teclado.
Recomendados:
	CPU a 800 MHz 
	256 Megabytes de RAM
	Aceleradora 3D de 64 MB o equivalente con HW-T&L 
	(Hardware Transform & Lightning) y z-buffer de 24 bits
	1.2 GB de espacio libre en el disco duro más espacio para las 
	partidas guardadas (se requiere espacio adicional para el archivo 
	de intercambio de Windows y la instalación de DirectX 8.1)
	CD-ROM/DVD-ROM a 16X 
	Tarjeta de sonido compatible con DirectX 8.1
	Ratón compatible con MS
	Teclado.
Sistemas operativos admitidos:
	Mac OSX, Windows 98, Windows ME, Windows XP, Windows 2000, Windows Vista o Windows 7
	Ten en cuenta que no admite Windows 95.